# Edward Ecclestone
Edward Ecclestone fou un compositor anglès del segle xvii).
És autor d'una cantata que porta per títol El goig d'Europa en ocasió de la pau (Londres, 1697), i l'òpera El diluvi de Noè publicada el 1679.